# Julien Bobineau
Julien Bobineau (* 1986 in Fulda) ist ein deutsch-französischer Kulturwissenschaftler und Publizist.

## Biografie
Bobineau absolvierte ein Studium in Romanistik, Öffentlichem Recht und Philosophie an der Julius-Maximilians-Universität Würzburg, das er 2012 abschloss. Mit einer Dissertation zum Thema „Kolonialdiskurse im Vergleich. Die Repräsentation von Patrice Lumumba in der kongolesischen Lyrik und im belgischen Drama“ wurde er 2017 in Würzburg am Lehrstuhl für Französische und Italienische Literaturwissenschaft von Brigitte Burrichter zum Dr. phil. promoviert. 2015 zählte er zu den Gründungsmitgliedern der wissenschaftlichen Fachzeitschrift promptus – Würzburger Beiträge zur Romanistik. 2022 wechselte er als Postdoktorand an den Lehrstuhl für Interkulturelle Wirtschaftskommunikation mit Schwerpunkt Kulturtheorie und Kommunikationsforschung von Christoph Vatter an der Friedrich-Schiller-Universität Jena. Dort hat Bobineau im selben Jahr eine Habilitation zum Thema „Racial Profiling im Spannungsfeld von politischer Haltung und polizeilicher Praxis“ begonnen. Seit 2023 ist er Geschäftsleiter bei D2 – Denkfabrik Diversität in Würzburg.
Bobineaus transdisziplinäre Forschung basiert auf Ansätzen aus Postkolonialismus, Critical Race Theory und Diversitätsforschung. Sein besonderer Fokus richtet sich auf die europäische Kolonialgeschichte in Subsahara-Afrika und die Auswirkungen dieser kolonialen Verflechtungen auf die Gegenwart. Dazu zählen Themen wie Rassismus, wirtschaftliche Abhängigkeiten und die Restitution von afrikanischen Kulturgütern kolonialer Herkunft. In seiner Habilitation beleuchtet Bobineau die kulturhistorischen Ursprünge von Racial Profiling. Für seine Forschungsarbeit kooperiert er mit der Bayerischen Polizei und dem Polizeipräsidium Unterfranken. Darüber hinaus hat er Bücher und Artikel zur Kulturgeschichte der Demokratischen Republik Kongo, der Narratologie von TV-Serien, der französischen Jagdliteratur und der westafrikanischen Popkultur veröffentlicht.

## Auszeichnungen
- Promotionsförderung nach dem Bayerischen Eliteförderungsgesetz (BayEFG) im Elitenetzwerk Bayern 2013–2014
- Distinguished Visitor Scholarship an der University of Alberta Edmonton 2022

## Publikationen (Auswahl)
- „« Ça rentre à la maison. » Koloniale Beutekunst, populäre Performance und postkolonialer Protest in den Sozialen Medien“, in: interculture journal 23/40 [2024] S. 67–76, https://journals.uni-jena.de/ij/article/view/18/22
- mit Philipp Gieg und Timo Lowinger (Hrsg.): Handbuch Demokratische Republik Kongo. Geschichte, Politik, Gesellschaft, Kultur. Berlin, Frank & Timme, 2024, ISBN 978-3-7329-0434-1.
- mit Christiane Fäcke: „Belgien und der Kongo: Koloniale und postkoloniale Diskurse als Gegenstand des Französischunterrichts“. In: Corinna Koch / Sabine Schmitz (Hrsg.): Belgien – anregend anders: Fachwissenschaft und Fachdidaktik untersuchen die Vielfalt der Sprachen, Literaturen und Kulturen in Belgien, Berlin, Peter Lang, 2023, ISBN 978-3-631-89100-1, S. 133–185.
- „La Meute en fait curée‘. Gejagte Wildtiere und literarische Agency in den Fables choisies von Jean de La Fontaine (1621–1695)“, in: Nadir Weber (Hrsg.): Hege und Herrschaft. Höfische Jagdtiere in der europäischen Vormoderne, Köln: Böhlau Verlag, 2023, ISBN 978-3-412-52721-1, S. 239–256.
- mit Jörg Türschmann (Hrsg.): Quotenkiller oder Qualitätsfernsehen? TV-Serien aus französisch- und spanischsprachigen Kulturräumen. Wiesbaden, Springer VS, 2022, ISBN 978-3-658-36168-6.
- „Serieller Trickbetrug und zeitgenössische Kapitalismuskritik. Die Netflix-Produktionen La casa de papel und Lupin als Prototypen der romanischen Heist-Serie“, in: Julien Bobineau/Jörg Türschmann (Hrsg.): Quotenkiller oder Qualitätsfernsehen? TV-Serien aus französisch- und spanischsprachigen Kulturräumen, Wiesbaden, Springer VS, 2022, ISBN 978-3-658-36168-6, S. 191–217.
- „Behalten oder zurückgeben? Die Debatte um Restitution von ‚afrikanischen‘ Kulturobjekten in Frankreich und Deutschland“, in: Göttingische Gelehrte Anzeigen, 274 1/2 [2022], S. 304–323.
- „Von ‚exotischen‘ Tiergärten und Gartentieren. Die Versailler Menagerie als Allegorie kolonialer Weltbeherrschung im 17. und 18. Jahrhundert“, in: Julien Bobineau/Dorothea Klein/Gerhard Penzkofer (Hrsg.): Zur Semantik des Gartens in Mittelalter und Früher Neuzeit. Historische und literarische Aspekte, Würzburg, Königshausen & Neumann, 2022, ISBN 978-3-8260-7811-8, S. 323–352 (eingeschränkte Vorschau)
- Koloniale Diskurse im Vergleich. Die Repräsentation von Patrice Lumumba in der kongolesischen Lyrik und im belgischen Drama, Berlin u. a., LIT Verlag 2019, ISBN 978-3-643-13801-9 (eingeschränkte Vorschau)
- mit Sönke Hahn, Jonas Nesselhauf, Markus Schleich und Paul-Vincent Mayr: Vier Typen seriellen Erzählens im Fernsehen. Eine illustrative Einführung in Theorie, Geschichte und Diskurs. Norderstedt, BoD, 2017, ISBN 978-3-7322-8778-9 (eingeschränkte Vorschau)
- „The Historical Taboo: Colonial Discourses and Postcolonial Identities in Belgium“, in: Werkwinkel, Journal of Low Countries and South African Studies 12/1 [2017], S. 107–123, doi:10.1515/werk-2017-0007 (offener Zugang)
- „SaveWalterWhite.com – Audience engagement als Erweiterung der Diegese in amerikanischen TV-Serien“. In: Jonas Nesselhauf / Markus Schleich: Quality-Television: Die narrative Spielwiese des 21. Jahrhunderts?! Berlin, LIT-Verlag, 2014, ISBN 978-3-643-12411-1, S. 227–240 (eingeschränkte Vorschau)